# Vuelta al Ecuador 2021
La 38.ª edición de la Vuelta al Ecuador se celebró entre el 8 y el 15 de diciembre de 2021 con inicio en Guayaquil y final en la ciudad de Quito en Ecuador. El recorrido constó de un total de 8 etapas sobre una distancia total de 1217,8 km.
La competencia contó con el aval de la UCI y formó parte del calendario UCI América Tour 2022, siendo de categoría UCI 2.2. La competencia también formó parte del calendario de la Federación Ecuatoriana de Ciclismo para 2021.

## Equipos participantes
Los equipos que tomaron partida en la primera etapa fueron:
| Equipo continental- Best PC Ecuador Equipos ciclistas aficionados (2)- Movistar Team Ecuador - Sin Fronteras Team Equipos regionales y de clubes (11)- Vie 13 Factory Team - 100% Imbabura - Toscana Cayambe - Eagle Bikes - Team Saitel - Team Pichincha - Montes Bike - Orgullo Azuayo - Avena Polaca - Oro y Grana - 54 Once |
| |

## Recorrido
| Etapa     | Fecha     | Recorrido                                             | type                   | Distancia (km) | Ganador                   | Líder                |
| --------- | --------- | ----------------------------------------------------- | ---------------------- | -------------- | ------------------------- | -------------------- |
| 1.ª etapa | 8 de dic  | Santiago de Guayaquil – General Villamil              | etapa llana            | 115,3          | Jean-Michel Lachance      | Jean-Michel Lachance |
| 2.ª etapa | 9 de dic  | Salinas – San Pablo de Manta                          | etapa llana            | 226            | Matthew Govero            | Lenin Montenegro     |
| 3.ª etapa | 10 de dic | San Pablo de Manta – Quevedo                          | etapa llana            | 191            | Sebastián Novoa           | Lenin Montenegro     |
| 4.ª etapa | 11 de dic | Quevedo – Santo Domingo de los Colorados              | etapa llana            | 102,5          | Jymmi Santiago Montenegro | Matthew Govero       |
| 5.ª etapa | 12 de dic | San Juan Bautista de Sangolquí – San Miguel de Ibarra | etapa de media montaña | 139            | Lenin Montenegro          | Lenin Montenegro     |
| 6.ª etapa | 13 de dic | San Miguel de Ibarra – Tulcán                         | etapa de montaña       | 164,2          | Wilson Haro               | Wilson Haro          |
| 7.ª etapa | 14 de dic | Tulcán – San Pedro de Cayambe                         | etapa de montaña       | 185            | Diego Montalvo            | Wilson Haro          |
| 8.ª etapa | 15 de dic | San Francisco de Quito – San Francisco de Quito       | etapa llana            | 100            | Bryan Obando              | Wilson Haro          |

## Clasificaciones finales

### Clasificación general
| \| Clasificación general \| Clasificación general \| Clasificación general \| Clasificación general \| Clasificación general \| \| Ciclista \| Ciclista \| Equipo \| Tiempo \| \| \| --------------------- \| --------------------- \| --------------------- \| --------------------- \| --------------------- \| \| 1.º \| Wilson Haro \| Team Pichincha \| 30 h 50 min 29 s \| \| \| 2.º \| Anderson Paredes \| Best PC Ecuador \| + 1 min 21 s \| \| \| 3.º \| Byron Guamá \| Best PC Ecuador \| + 2 min 35 s \| \| \| 4.º \| Anderson Irua \| Team Saitel \| + 6 min 11 s \| \| \| 5.º \| Lenin Montenegro \| Movistar Team Ecuador \| + 6 min 55 s \| \| \| 6.º \| Diego Montalvo \| Team Saitel \| + 8 min 23 s \| \| \| 7.º \| David Caicedo \| Eagle Bikes \| + 9 min 03 s \| \| \| 8.º \| Segundo Navarrete \| Movistar Team Ecuador \| + 9 min 23 s \| \| \| 9.º \| Jorge Luis Montenegro \| Movistar Team Ecuador \| + 10 min 27 s \| \| \| 10.º \| Bryan Obando \| Eagle Bikes \| + 14 min 39 s \| \| |                       |                       |                  |
| |                       |                       |                  |
| |                       |                       |                  |
| Clasificación general |                       |                       |                  |
| Ciclista | Ciclista              | Equipo                | Tiempo           |
| 1.º | Wilson Haro           | Team Pichincha        | 30 h 50 min 29 s |
| 2.º | Anderson Paredes      | Best PC Ecuador       | + 1 min 21 s     |
| 3.º | Byron Guamá           | Best PC Ecuador       | + 2 min 35 s     |
| 4.º | Anderson Irua         | Team Saitel           | + 6 min 11 s     |
| 5.º | Lenin Montenegro      | Movistar Team Ecuador | + 6 min 55 s     |
| 6.º | Diego Montalvo        | Team Saitel           | + 8 min 23 s     |
| 7.º | David Caicedo         | Eagle Bikes           | + 9 min 03 s     |
| 8.º | Segundo Navarrete     | Movistar Team Ecuador | + 9 min 23 s     |
| 9.º | Jorge Luis Montenegro | Movistar Team Ecuador | + 10 min 27 s    |
| 10.º | Bryan Obando          | Eagle Bikes           | + 14 min 39 s    |

### Clasificación de la montaña
| Clasificación de la montaña | Clasificación de la montaña | Clasificación de la montaña | Clasificación de la montaña | Clasificación de la montaña |
| Ciclista                    | Ciclista                    | Equipo                      | Puntos                      |                             |
| --------------------------- | --------------------------- | --------------------------- | --------------------------- | --------------------------- |
| 1.º                         | Diego Montalvo              | Team Saitel                 | 45 pts                      |                             |
| 2.º                         | Wilson Haro                 | Team Pichincha              | 32 pts                      |                             |
| 3.º                         | Joel Burbano                | Sin Fronteras Team          | 27 pts                      |                             |
| 4.º                         | Lenin Montenegro            | Movistar Team Ecuador       | 19 pts                      |                             |
| 5.º                         | Stalin Puentestar           | Team Saitel                 | 16 pts                      |                             |
| 6.º                         | Jymmi Santiago Montenegro   | Best PC Ecuador             | 15 pts                      |                             |
| 7.º                         | Bryan Obando                | Eagle Bikes                 | 15 pts                      |                             |
| 8.º                         | Byron Guamá                 | Best PC Ecuador             | 11 pts                      |                             |
| 9.º                         | David Caicedo               | Eagle Bikes                 | 10 pts                      |                             |
| 10.º                        | Cristian Toro               | Movistar Team Ecuador       | 8 pts                       |                             |

### Clasificación de las metas volantes
| Clasificación de las metas volantes | Clasificación de las metas volantes | Clasificación de las metas volantes | Clasificación de las metas volantes | Clasificación de las metas volantes |
| Ciclista                            | Ciclista                            | Equipo                              | Puntos                              |                                     |
| ----------------------------------- | ----------------------------------- | ----------------------------------- | ----------------------------------- | ----------------------------------- |
| 1.º                                 | Sebastián Novoa                     | Best PC Ecuador                     | 47 pts                              |                                     |
| 2.º                                 | Stalin Puentestar                   | Team Saitel                         | 26 pts                              |                                     |
| 3.º                                 | Lenin Montenegro                    | Movistar Team Ecuador               | 26 pts                              |                                     |
| 4.º                                 | Hugo Quinatoa                       | Oro y Grana                         | 21 pts                              |                                     |
| 5.º                                 | Alexis Narváez                      | Team Pichincha                      | 12 pts                              |                                     |
| 6.º                                 | Anderson Paredes                    | Best PC Ecuador                     | 12 pts                              |                                     |
| 7.º                                 | Bryan Obando                        | Eagle Bikes                         | 12 pts                              |                                     |
| 8.º                                 | David Caicedo                       | Eagle Bikes                         | 11 pts                              |                                     |
| 9.º                                 | Henry York                          | Vie 13 Factory Team                 | 10 pts                              |                                     |
| 10.º                                | David Villarreal                    | Movistar Team Ecuador               | 7 pts                               |                                     |

### Clasificación sub-23
| Clasificación sub-23 | Clasificación sub-23 | Clasificación sub-23  | Clasificación sub-23 | Clasificación sub-23 |
| Ciclista             | Ciclista             | Equipo                | Tiempo               |                      |
| -------------------- | -------------------- | --------------------- | -------------------- | -------------------- |
| 1.º                  | Anderson Irua        | Team Saitel           | 30 h 56 min 40 s     |                      |
| 2.º                  | Lenin Montenegro     | Movistar Team Ecuador | + 44 s               |                      |
| 3.º                  | David Caicedo        | Eagle Bikes           | + 2 min 52 s         |                      |
| 4.º                  | Bryan Obando         | Eagle Bikes           | + 8 min 28 s         |                      |
| 5.º                  | Andy Valencia        | Toscana Cayambe       | + 25 min 22 s        |                      |

### Clasificación por equipos
| Clasificación por equipos | Clasificación por equipos | Clasificación por equipos | Clasificación por equipos |
| Equipo                    | Equipo                    | Tiempo                    |                           |
| ------------------------- | ------------------------- | ------------------------- | ------------------------- |
| 1.º                       | Movistar Team Ecuador     | 55 h 16 min 20 s          |                           |
| 2.º                       | Best PC Ecuador           | + 22 min 02 s             |                           |
| 3.º                       | Team Saitel               | + 24 min 59 s             |                           |
| 4.º                       | Eagle Bikes               | + 54 min 30 s             |                           |
| 5.º                       | Team Pichincha            | + 1 h 06 min 54 s         |                           |

## Evolución de las clasificaciones
| Etapa                   | Ganador de etapa        | Clasificación general | Clasificación de la montaña | Clasificación de las metas volantes | Clasificación sub-23 | Clasificación por equipos |
| ----------------------- | ----------------------- | --------------------- | --------------------------- | ----------------------------------- | -------------------- | ------------------------- |
| 1.ª                     | Jean-Michel Lachance    | Jean-Michel Lachance  | No disputada                | Sebastián Novoa                     | Lenin Montenegro     | Vie 13 Factory Team       |
| 2.ª                     | Matthew Govero          | Lenin Montenegro      | Stalin Puentestar           | Sebastián Novoa                     | Lenin Montenegro     | Movistar Team Ecuador     |
| 3.ª                     | Sebastián Novoa         | Lenin Montenegro      | Stalin Puentestar           | Sebastián Novoa                     | Lenin Montenegro     | Movistar Team Ecuador     |
| 4.ª                     | Santiago Montenegro     | Matthew Govero        | Stalin Puentestar           | Hugo Quinatoa                       | Lenin Montenegro     | Vie 13 Factory Team       |
| 5.ª                     | Lenin Montenegro        | Lenin Montenegro      | Stalin Puentestar           | Stalin Puentestar                   | Lenin Montenegro     | Movistar Team Ecuador     |
| 6.ª                     | Steven Haro             | Steven Haro           | Steven Haro                 | Stalin Puentestar                   | Anderson Irua        | Movistar Team Ecuador     |
| 7.ª                     | Diego Montalvo          | Steven Haro           | Diego Montalvo              | Sebastián Novoa                     | Anderson Irua        | Movistar Team Ecuador     |
| 8.ª                     | Bryan Obando            | Steven Haro           | Diego Montalvo              | Sebastián Novoa                     | Anderson Irua        | Movistar Team Ecuador     |
| Clasificaciones finales | Clasificaciones finales | Steven Haro           | Diego Montalvo              | Sebastián Novoa                     | Anderson Irua        | Movistar Team Ecuador     |

## UCI America Tour
La Vuelta al Ecuador otorga puntos para el UCI America Tour y el UCI World Ranking para corredores de los equipos en las categorías UCI ProTeam y Continental. Las siguientes tablas muestran el baremo de puntuación y los 10 corredores que obtuvieron más puntos:
| Posición              | 1.º | 2.º | 3.º | 4.º | 5.º | 6.º | 7.º | 8.º | 9.º | 10.º |
| Clasificación general | 40  | 30  | 25  | 20  | 15  | 10  | 5   | 3   | 3   | 3    |
| Por etapa             | 7   | 3   | 1   |     |     |     |     |     |     |      |
| Líder                 | 1   |     |     |     |     |     |     |     |     |      |

| Clasificación |                      |                       |         |       |       |       |
| Posición      | Ciclista             | Equipo                | General | Etapa | Líder | Total |
| ------------- | -------------------- | --------------------- | ------- | ----- | ----- | ----- |
| 1.º           | Steven Haro          | Team Pichincha        | 40      | 9     | 3     | 52    |
| 2.º           | Lenin Montenegro     | Movistar Team Ecuador | 15      | 17    | 3     | 35    |
| 3.º           | Anderson Paredes     | Best PC Ecuador       | 30      | 3     | -     | 33    |
| 4.º           | Byron Guamá          | Best PC Ecuador       | 25      | 2     | -     | 27    |
| 5.º           | Anderson Irua        | Saitel Team           | 20      | -     | -     | 20    |
| 6.º           | Diego Montalvo       | Saitel Team           | 10      | 7     | -     | 17    |
| 7.º           | Bryan Obando         | Eagle Bikes           | 3       | 8     | -     | 11    |
| 8.º           | Jean-Michel Lachance | Vie 13 Factory Team   | -       | 10    | 1     | 11    |
| 9.º           | Matthew Govero       | Vie 13 Factory Team   | -       | 10    | 1     | 11    |
| 10.º          | Sebastián Novoa      | Best PC Ecuador       | -       | 7     | -     | 7     |